# XVIII SS Cuerpo
El XVIII SS Cuerpo se formó en diciembre de 1944 en el Alto Rin a partir de los restos de 3 Divisiones de Infantería de la Wehrmacht.
En enero de 1945, el Cuerpo se unió al 19.º Ejército hasta el final de la guerra. Luchó en los tramos superiores del Rin entre Donaueschingen y Schaffhausen. El 6 de mayo de 1945, entre la Selva Negra y el Bodensee, se rindió al Primer Ejército francés.

## Comandantes
- SS-Gruppenführer Heinz Reinefarth (diciembre de 1944 - 12 de febrero de 1945)
- SS-Obergruppenführer Georg Keppler (12 de febrero de 1945 - 6 de mayo de 1945)